# Josemaría Escrivá
Josemaría Escrivá de Balaguer Albás (n. 9 ianuarie 1902, Barbastro, provincia Huesca, Spania – d. 26 iunie 1975, Roma) a fost un preot spaniol, sfânt al Bisericii catolice. La data de 2 octombrie 1928 a fondat Opus Dei, o instituție în cadrul Bisericii Catolice care răspândește chemarea la sfințenie în mijlocul lumii, oferind lui Dumnezeu munca profesională bine făcută și slujind pe ceilalți.

## Viața
A fost botezat pe 13 ianuarie la Barbastro, primind prenumele de José, María, Julián, Mariano.  Părinții săi se numeau José și Dolores.
Când abia a împlinit doi ani s-a îmbolnăvit grav din cauza unei infecții, se pare o meningită. Doctorul a dat un pronostic mortal. Familia Escrivá a primit diagnosticul cu îngrijorare. A fost tratat de Doctorul Camps, care a încercat tot posibilul ca să-l însănătoșească. Dar înfrânt, i-a spus tatălui său: „N-o să treacă noaptea”. Dar părinții, José și María Dolores, aveau o mare credință, și I-au cerut Domnului să-L vindece pe copilul lor. Mama a promis Sfintei Fecioarei, dacă pruncul o să fie salvat, că o să-l ducă în pelerinaj la sanctuarul din Torreciudad, un loc pierdut între munți, foarte aproape de Pirinei. În dimineața următoare doctorul a ajuns la casa familiei Escrivá și a întrebat la ce oră murise copilul. Era sigur că nu mai putea face nimic pentru a-l salva. José Escrivá era foarte vesel pentru că pruncul nu doar că nu era mort, ci sărea în leagăn. Mama l-a adus la capela din Torreciudad în vara următoare, ca să îl ofere Maicii Domnului, cum promisese.
A avut cinci frați și surori: Carmen (1899-1957), Santiago (1919-1994) și trei surori mai mici decât el, care au murit fiind copii. Familia Escrivá a dat copiilor săi o educație profund creștină.
În 1915, întreprinderea tatălui, care era negustor de textile, a dat faliment, și familia a trebuit să se mute la Logroño, unde tatăl și-a găsit alt loc de muncă.
În acest oraș, după ce a văzut în zăpadă urmele picioarelor desculțe ale unui călugăr, Josemaría a înțeles că Dumnezeu aștepta ceva de la el, deși încă nu știa bine ce anume. S-a gândit atunci că, pentru ca să afle, cel mai bine ar fi să se facă preot. A început să se pregătească pentru preoție întâi la Logroño, iar mai târziu la seminarul din Zaragoza.
Urmând sfatul tatălui său, el face în același timp și studii civile de drept, fără frecvență, la Universitatea din Zaragoza. Tatăl său moare în 1924, iar el devine de atunci capul familiei. La 28 martie 1925 este hirotonit preot și își începe slujirea într-o parohie rurală din împrejurimile Zaragozei.
În 1927 se instalează, cu aprobarea episcopului său, la Madrid, pentru a putea obține doctoratul în drept. Acolo, la 2 octombrie 1928, în timpul unei reculegeri spirituale, el vede ceea ce aștepta Dumnezeu de la el, și întemeiază Opus Dei. De atunci începe să lucreze din toate puterile la această inițiativă, și, în același timp continuă slujirea preoțească ce-i fusese încredințată în acei ani, mai ales printre săraci și bolnavi.
În momentul începerii războiului civil, locuiește la Madrid, unde persecuția religioasă îl forțează să se tot ascundă din loc în loc. Își îndeplinește slujirea preoțească în taină, până când reușește să părăsească Madridul. După trecerea Pirineilor, ajunge în sudul Franței, iar apoi se mută la Burgos.
După încheierea războiului civil, în 1939, se întoarce la Madrid, și obține doctoratul în drept. În anii următori, conduce numeroase reculegeri pentru laici, preoți și călugări.
În 1946, se stabilește la Roma. Obține doctoratul în teologie la Universitatea din Lateran. Este numit consultant a două congregații ale Vaticanului, membru onorific al Academiei Pontificale de Teologie și Prelat de Onoare al Sanctității Sale.
De la Roma, el călătorește în numeroase țări ale Europei pentru a înființa și consolida Opus Dei în aceste țări. În același scop, el întreprinde între 1970 și 1975 două lungi călătorii în întreaga Peninsulă Iberică, Mexic, America de Sud, Guatemala, unde ține numeroase întâlniri de cateheză cu multe grupuri de bărbați și femei.
Sfântul Josemaría a murit la Roma la 26 iunie 1975. Mii de persoane, dintre care numeroși episcopi, - mai mult de o treime din episcopatul mondial-, au solicitat Sfântului Scaun deschiderea procesului său de beatificare și canonizare.
Papa Ioan Paul al II-lea l-a beatificat la 17 mai 1992. Tot el l-a declarat sfânt, zece ani mai târziu, la 6 octombrie 2002, la Roma, în Piața Sfântul Petru, în prezența unei mari mulțimi.

## Opere
Josemaría Escrivá glumea spunând că Escrivá escribe, adică Escrivá scrie pentru că a scris mult. Într-adevăr este autor a numeroase lucrării, majoritate dintre ele încă nepublicate.
Cartea lui cea mai cunoscută este „Drum” (Camino), un bestseller al spiritualității, care s-a vândut în 5.000.000 de copii în 49 de limbi. A fost publicată în 1939. În primul rând publicase Consideraciones espirituales în 1934, înainte de Războiul Civil Spaniol. Era o primă versiune redusă. Mai târziu, după război, deja stabilit la Burgs, a publicat cartea întreagă.
Alte opere publicate ale Escrivá sunt: „Brazdă”, „Forja”, „Este Isus care trece”, „Prietenii lui Dumnezeu”, „Sfântul Rozariu”, „Colocvi cu Mons. Escrivá de Balaguer”, „Biserica, mama noastră” și „Via Crucis”.
Institutul Istoric al Sfântului Josemaría Escrivá lucrează din 2002 la publicarea ediției critice a Operelor complete. Au fost deja publicate: Camino, Santo Rosario și Conversaciones con Mons. Josemaría Escrivá de Balaguer..

## Premii, distincții

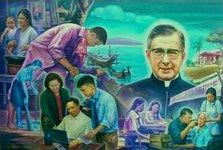
Pictură a lui Godofredo Zapanta, Jr.

- Doctor honoris causa la Universitate din Zaragoza.
- Hijo Predilecto din Barbastro.
- Hijo Adoptivo din Barcelona.
- Hijo Adoptivo din Pamplona.
- Gran Cruz de San Raimundo de Peñafort.[16]
- Gran Cruz de Alfonso X el Sabio.[17]
- Gran Cruz de Carlos III.[18]
- Gran Cruz de Beneficencia.[19]
- Numire de Monsenior de către Papa.